# Xã Page, Quận Mille Lacs, Minnesota
Xã Page (tiếng Anh: Page Township) là một xã thuộc quận Mille Lacs, tiểu bang Minnesota, Hoa Kỳ. Năm 2010, dân số của xã này là 743 người.